# Ostašov
Ostašov (en allemand : Neudorf-Hostaschau) est une commune du district de Třebíč, dans la région de Vysočina, en République tchèque. Sa population s'élevait à 187 habitants en 2024.

## Géographie
Ostašov se trouve à 7,5 km au sud-sud-est de Třebíč, à 36 km au sud-est de Jihlava et à 150 km au sud-est de Prague.
La commune est limitée par Klučov au nord, par Lipník à l'est, par Jaroměřice nad Rokytnou au sud, par Výčapy au sud-ouest et par Petrůvky à l'ouest.

## Histoire
La première mention écrite de la localité date de 1716.

## Transports
Par la route, Ostašov se trouve à 9 km de Třebíč, à 42 km de Jihlava et à 174 km de Prague.